# Phyllanthus pancherianus
Phyllanthus pancherianus är en emblikaväxtart som beskrevs av Henri Ernest Baillon. Phyllanthus pancherianus ingår i släktet Phyllanthus och familjen emblikaväxter.
Artens utbredningsområde är Nya Kaledonien.

## Underarter
Arten delas in i följande underarter:
- P. p. kopetoensis
- P. p. memaoyaensis
- P. p. nakadaensis
- P. p. pancherianus